# Awateria optabilis
Awateria optabilis é uma espécie de gastrópode do gênero Awateria, pertencente a família Borsoniidae. Anteriormente, a espécie havia sido colocada no gênero Vexitomina.